# Marius Žaliūkas
Marius Žaliūkas (* 10. November 1983 in Kuršėnai; † 31. Oktober 2020) war ein litauischer Fußballspieler.

## Karriere
Žaliūkas begann seine Karriere bei FK Inkaras Kaunas. Bereits in seiner ersten Saison wurde der Verein Fünfter der ersten Liga. 2003 spielte er noch ein Jahr unterklassig bei Inkaras, ehe er 2004 zum FBK Kaunas wechselte. Man wurde auf Anhieb Meister sowie auch Pokalsieger und Supercupsieger. Ab Januar 2005 stand er beim FK Šilutė unter Vertrag, mit dem er den sechsten Platz erreichte. 2006 kehrte er nach Kaunas zurück, wo er ein halbes Jahr verblieb, ehe er im Sommer 2006 nach Schottland zu Heart of Midlothian wechselte. Zuvor spielte er mit Kaunas noch UEFA-Cup-Qualifikation gegen Portadown FC aus Nordirland und Randers FC aus Dänemark.
Sein Debüt in der höchsten schottischen Spielklasse gab der Litauer am 26. August 2006 gegen Inverness Caledonian Thistle. Das Spiel wurde 4:1 gewonnen. Sein erstes Tor erzielte er am 2. Dezember 2006 gegen den FC St. Mirren. Am Ende seiner ersten Saison wurde der Verein Vierter. Nach dem achten Platz 2007/08 konnte man sich mit Platz drei 2008/09 für den internationalen Wettbewerb qualifizieren. In der Europa-League-Saison 2009/10 kam er auf zwei Einsätzen und einem Tor. In der Meisterschaft wurde man Sechster. Žaliūkas gewann mit den Hearts in der Saison 2011/12 das schottische Pokalfinale gegen Hibernian Edinburgh im Edinburgh Derby. Von 2013 bis 2014 spielte er in England für Leeds United, bevor er zu den Glasgow Rangers wechselte, für die er bis August 2015 spielte. Seine letzte Saison bestritt er zurück in Litauen beim FK Žalgiris, im Jahresverlauf gewann er die litauische Meisterschaft, zweimal den Pokal und den Supercup.
Für Litauen spielte Žaliūkas 29-mal. Sein Debüt gab er 2005.

## Erfolge
- Litauischer Meister: 2004, 2006, 2016
- Litauischer Pokalsieger: 2004, 2005, 2016 (1), 2016 (2) (ohne Finaleinsatz)
- Litauischer Supercupsieger: 2004, 2016
- Schottischer Pokalsieger: 2012